# جون كونلي (موسيقي)
جون كونلي (بالإنجليزية: John Connelly)‏ هو موسيقي أمريكي، ولد في 28 يوليو 1962 في نيويورك في الولايات المتحدة.

## وصلات خارجية
- الموقع الرسمي
- جون كونلي على موقع ميوزك برينز (الإنجليزية)
- جون كونلي على موقع أول ميوزيك (الإنجليزية)
- جون كونلي على موقع ديسكوغز (الإنجليزية)